# Sierra de La Sagra
Sierra de La Sagra är en ås i Spanien.   Den ligger i provinsen Provincia de Granada och regionen Andalusien, i den sydöstra delen av landet, 290 km söder om huvudstaden Madrid.